# Martin Aldridge
Martin James Aldridge (* 6. Dezember 1974 in Northampton; † 30. Januar 2000 in Oxford) war ein englischer Fußballspieler. Der Stürmer bestritt ab 1993 für eine Reihe von unterklassigen englischen Profiklubs 183 Spiele in der Football League und erzielte dabei 44 Tore. Er verunglückte im Januar 2000 bei einem Autounfall tödlich.

## Karriere
Aldridge war während seiner Schulzeit bei Coventry City aktiv, wurde dort aber noch vor seinem 16. Geburtstag entlassen. Er spielte in der Folge für Ford Sports Daventry in der United Counties League und das Freizeitteam Braunston Rangers, bevor er als Nachwuchsspieler zu Northampton Town kam. Im Sommer 1993 erhielt er dort seinen ersten Profivertrag und erzielte in seinen ersten beiden Spielzeiten 17 Tore in 70 Einsätzen in der Football League Third Division, darunter am 15. Oktober 1994 das erste Pflichtspieltor im neu eingeweihten Sixfields Stadium.
Nachdem er in der Hinrunde der Saison 1995/96 keine Berücksichtigung mehr gefunden hatte, wechselte er im Dezember ablösefrei zu Oxford United in die Second Division. Dort sollte er den Abgang von Wayne Biggins kompensieren. Nach zwei Treffern in seinem Debütspiel gegen den FC Brentford (Endstand 2:1), legte er in den folgenden Monaten sieben weitere Treffer in 17 Spielen nach, bevor eine Verletzung für das vorzeitige Saisonende sorgte. Oxford gelang derweil als Tabellenzweiter der Aufstieg in die First Division.
In der folgenden Zweitligasaison 1996/97 befand er sich bei Oxford mit Paul Moody im Konkurrenzkampf um die Stürmerposition an der Seite von Nigel Jemson. Auch in der zweithöchsten englischen Spielklasse zeichnete sich Aldridge als regelmäßiger Torschütze aus und erzielte bei einem 4:1-Sieg gegen Sheffield United binnen 20 Minuten einen Hattrick. Aldridge, der die meisten seiner Tore mit einem Rückwärtssalto feierte, entwickelte in dieser Saison auch seine langen Einwürfe weiter, die als Offensivvariante eingesetzt wurden. Im Dezember 1997 verließ der bisherige Trainer Denis Smith den finanziell stark angeschlagenen Klub, ihm folgte Malcolm Shotton nach, unter dem Aldridge keine Rolle mehr spielte und der seinen auslaufenden Vertrag am Saisonende nicht mehr verlängerte.
Einen neuen Verein fand Aldridge, der oftmals im Strafraum auf Abpraller lauerte, mit dem Drittligisten FC Blackpool. Obwohl Aldridge wegen Verletzungsproblemen fast die Hälfte der Saison verpasste, war er mit zehn Pflichtspieltoren in der Saison 1998/99 bester Torschütze des Klubs. In der folgenden Saison überwarf sich der Stürmer mit Blackpool-Trainer Nigel Worthington und verbrachte einige Zeit auf Leihbasis bei Port Vale, bevor er im Januar 2000 an den Aufstiegsaspiranten Rushden & Diamonds in die Conference National verliehen wurde. Dort hatte er am 29. Januar 2000 als Ersatzspieler einem 6:0-Erfolg beigewohnt, als er auf der Heimfahrt bei Wellingborough mit einem entgegenkommenden Wagen zusammenstieß. Er erlag am folgenden Tag in einem Krankenhaus in Oxford seinen Verletzungen.